# Pyśmeczewe
Pyśmeczewe (ukr. Письмечеве) – wieś na Ukrainie, w obwodzie dniepropetrowskim, w rejonie dnieprzańskim, w hromadzie Sołone. W 2001 liczyła 525 mieszkańców, spośród których 505 wskazało jako ojczysty język ukraiński, 20 rosyjski, 21 białoruski, a 3 inny.